# HD 7449 c
HD 7449 c est une exoplanète orbitant autour de l'étoile HD 7449, elle a été découverte en 2011.